# Paul Verbeek
Paul Verbeek (* 1. Juni 1925 in Köln; † 24. Dezember 2019) war ein deutscher Jurist, Diplomat und Botschafter, der unter anderem zwischen 1972 und 1976 Botschafter in der Elfenbeinküste, von 1980 bis 1984 Deutscher Botschafter in Argentinien sowie zuletzt von 1987 bis 1990 Botschafter beim Heiligen Stuhl war.

## Leben
Paul Verbeek, Sohn von Paula Verbeek, geborene Heidermanns, und des Baurats Heinrich Verbeek, trat nach dem Schulbesuch und dem Abitur am Kölner Dreikönigsgymnasium 1943 im selben Jahr freiwillig der Luftwaffe bei, in der Hoffnung auf einen Einsatz beim frontfernen Reichswetterdienst. Am 6. Januar 1943 beantragte er die Aufnahme in die NSDAP und wurde zum 20. April desselben Jahres aufgenommen (Mitgliedsnummer 9.482.776). Er konnte bis Dezember 1943 ein Semester Meteorologie studieren und wurde dann für den Einsatz im besetzten Frankreich eingezogen. So nahm er als 19-jähriger an der Schlacht im Hürtgenwald teil und geriet, nachdem er mit Gelbsucht in ein Lazarett eingewiesen worden war, von dort in Kriegsgefangenschaft, aus der er 1946 entlassen wurde.
Danach begann er 1947 ein Studium der Rechtswissenschaft, das er nach Referendariat (1951) und dem juristischen Vorbereitungsdienst von 1955 bis 1957 als Gerichtsassessor am Oberlandesgericht Köln 1957 abschloss. Daraufhin trat er 1957 in den Auswärtigen Dienst ein und war nach Abschluss des Vorbereitungsdienstes für die Laufbahn des höheren Auswärtigen Dienstes zwischen 1958 und 1960 Hilfsreferent im Referat 100 (Allgemeine Personalangelegenheiten) der Abteilung 1 (Personal- und Verwaltungsabteilung) in der Zentrale des Auswärtigen Amtes in Bonn.
Nach einer Verwendung von 1960 bis 1965 an der Botschaft in Paris, war er zwischen 1965 und 1966 am Generalkonsulat in Boston tätig und absolvierte in dieser Zeit einen mit einem Forschungsauftrag verbundenen Lehrgang im Rahmen des Advanced Study Program der Harvard University. Nach seiner Rückkehr war er von 1966 bis 1968 abermals in der Zentrale des Auswärtigen Amtes tätig sowie daraufhin von 1968 bis 1970 Hilfsreferent in der Gruppe II/1 (Außenpolitische Angelegenheiten) in der Abteilung II des Bundeskanzleramtes.
Im Anschluss wurde Verbeek 1970 ins Presse- und Informationsamt der Bundesregierung versetzt, wo er bis 1972 Leiter des für Frankreich, Belgien, Niederlande, Luxemburg, Italien, EWG und andere europäische Organisationen zuständigen Referats IV A 2 in der Unterabteilung IV A der Abteilung IV (Ausland) war. Danach übernahm er 1972 den Posten als Botschafter in der Elfenbeinküste, den er bis 1976 bekleidete. Nach seiner Rückkehr war er von 1976 bis 1980 stellvertretender Leiter der Abteilung 5 (Rechtsabteilung) in der Zentrale des Auswärtigen Amtes. Er war zeitweilig Delegationsleiter bei den KSZE-Verhandlungen. Im Anschluss wurde er 1980 Nachfolger von Joachim Jaenicke als Deutscher Botschafter in Argentinien, wo er bis zu seiner Ablösung durch Hans-Werner Graf Finck von Finckenstein 1984 akkreditiert war. Daran schloss sich von 1984 bis 1987 die Verwendung als Chefinspekteur des Auswärtigen Amtes in Bonn an.
Verbeek war katholisch, ab 1966 verheiratet mit Gisela Verbeek, geborene Lehmann, und hatte zwei Kinder (Gabriele und Christina). Zuletzt wurde Verbeek 1987 Nachfolger von Peter Hermes als Botschafter beim Heiligen Stuhl. Diesen Posten behielt er bis zu seiner Versetzung in den Ruhestand 1990 und wurde im Anschluss durch Hans-Joachim Hallier abgelöst.
Er war Mitglied der katholischen Studentenverbindung K.St.V. Suevia Köln im KV.
Verbeek starb 2019 im Alter von 94 Jahren. Seine Grabstätte befindet sich auf dem Kölner Melaten-Friedhof.

## Ehrungen
- Offizierskreuz des französischen Verdienstordens
- Kommandeur des Ordens von Oranien und Nassau
- Kommandeur des Verdienstordens der Elfenbeinküste
- Kommandeur der Verdienstordens von Brasilien
- Kommandeur des Ordens der argentinischen Republik (Libertador)
- 1984: Verdienstkreuz 1. Klasse der Bundesrepublik Deutschland

## Veröffentlichungen
- Die Aufgaben der deutschen diplomatischen Vertretungen beim Heiligen Stuhl im Wandel der Zeit, Vatikanstadt, Teutonic College Press, 1990
- Mission am Río de La Plata: 1980 bis 1984. Argentiniens Weg von der Militärdiktatur und dem Falkland-/Malwinenkrieg in die Demokratie. Erinnerungen eines deutschen Botschafters, Hamburg, Institut für Iberoamerika-Kunde, ISBN 3-926446-90-0
- Pilger gegen die Macht: Johannes Paul II. und der Zerfall des Sowjetimperiums, Augsburg, Sankt-Ulrich-Verlag, 2005, ISBN 3-936484-45-7